# Natalia Dorado
Natalia Dorado Gómez (ur. 25 lutego 1967 w  Madrycie) – hiszpańska hokeistka na trawie, złota medalistka olimpijska z Barcelony.
Brała udział także w Letnich Igrzyskach Olimpijskich w 1996 w Atlancie, Hiszpanki zajęły tam ósme miejsce.